# 特里萨·斯瓦比科娃
特里萨·斯瓦比科娃（捷克語：Tereza Švábíková，2000年5月14日—），捷克女子羽毛球運動員。

## 簡歷
2015年5月，特里萨·斯瓦比科娃與凯特琳娜·托马洛娃出戰里加羽毛球國際賽，在女双準决赛以0比2（21-23、18-21）不敌法国强档的薇玛拉·埃里奥/玛戈特·兰伯特。
2016年9月，特里萨·斯瓦比科娃與凯特琳娜·托马洛娃出戰波蘭羽毛球國際賽，在女双準决赛以0比2（7-21、10-21）不敌赛会头号种子、乌克兰强档的纳塔利娅·沃伊切赫/耶利萨芙塔·扎尔卡。
2017年3月，特里萨·斯瓦比科娃分别與凯特琳娜·托马洛娃以及菲利普·巴祖尔出戰捷克羽毛球國際賽，在女双準决赛以0比2（10-21、19-21）不敌乌克兰强档的玛丽娜·伊莱恩斯卡亚/耶利萨芙塔·扎尔卡；而混双决赛以1比2（19-21、21-19、17-21）不敌赛会头号种子、队友的雅各布·比特曼/阿尔泽比塔·巴索娃，赢得亚军。同年5月，她與菲利普·巴祖尔出戰羅馬尼亞羽毛球國際賽，在混双决赛以1比2（21-15、16-21、23-25）不敌德国的Lukas Resch/Miranda Wilson，赢得亚军。同年6月，她與菲利普·巴祖尔出戰拉脫維亞羽毛球國際賽，在混双决赛以1比2（12-21、21-19、11-21）不敌赛会8号种子、法国强档的法比安·德尔吕/朱丽叶·莫纳尔，赢得亚军。同期6月，她出戰立陶宛羽毛球國際賽，在女单决赛先输一局下，第二局途中退赛，赢得亚军；此外，还與搭档菲利普·巴祖尔的混双决赛以1比2（21-17、18-21、18-21）不敌爱尔兰的夏兰·钱伯斯/西尼德·钱伯斯，赢得亚军。
2018年3月，特里萨·斯瓦比科娃與菲利普·巴祖尔出戰捷克羽毛球國際賽，在混双準决赛以0比2（14-21、15-21）不敌波兰的帕維爾·斯梅洛夫斯基/馬格達萊納·斯維爾琴斯卡。

## 主要比賽成績
只列出曾進入準決賽的國際賽事成績：
| 年份   | 賽事                         | 公開賽級別 | 項目     | 拍檔                | 成績   |
| ------ | ---------------------------- | ---------- | -------- | ------------------- | ------ |
| 2015年 | 里加羽毛球國際賽             | 未來系列賽 | 女子雙打 | 凯特琳娜·托马洛娃   | 準決賽 |
| 2016年 | 波蘭羽毛球國際賽             | 國際系列賽 | 女子雙打 | 凯特琳娜·托马洛娃   | 準決賽 |
| 2017年 | 波蘭羽毛球公開賽             | 國際挑戰賽 | 女子雙打 | 凯特琳娜·托马洛娃   | 準決賽 |
| 2017年 | 捷克羽毛球國際賽             | 未來系列賽 | 女子雙打 | 凯特琳娜·托马洛娃   | 準決賽 |
| 2017年 | 捷克羽毛球國際賽             | 未來系列賽 | 混合雙打 | 菲利普·巴祖尔       | 亞軍   |
| 2017年 | 羅馬尼亞羽毛球國際賽         | 未來系列賽 | 混合雙打 | 菲利普·巴祖尔       | 亞軍   |
| 2017年 | 拉脫維亞羽毛球國際賽         | 未來系列賽 | 混合雙打 | 菲利普·巴祖尔       | 亞軍   |
| 2017年 | 立陶宛羽毛球國際賽           | 未來系列賽 | 女子單打 | －                  | 亞軍   |
| 2017年 | 立陶宛羽毛球國際賽           | 未來系列賽 | 混合雙打 | 菲利普·巴祖尔       | 亞軍   |
| 2018年 | 捷克羽毛球國際賽             | 國際系列賽 | 混合雙打 | 菲利普·巴祖尔       | 準決賽 |
| 2018年 | 青年奧林匹克運動會羽毛球比賽 | 其他       | 混合團體 | －                  | 銅牌   |
| 2019年 | 加勒比地區羽毛球聯合會國際賽 | 國際系列賽 | 女子雙打 | 凱特琳娜·托馬洛娃   | 亞軍   |
| 2019年 | 蘇利南羽毛球國際賽           | 國際系列賽 | 女子單打 | －                  | 亞軍   |
| 2020年 | 牙買加羽毛球國際賽           | 國際系列賽 | 女子雙打 | 凱特琳娜·托馬洛娃   | 準決賽 |
| 2023年 | 薩爾瓦多羽毛球國際賽         | 國際挑戰賽 | 女子雙打 | Hristomira Popovska | 準決賽 |

| 2007-2017年 | 首要超級賽 | 超級賽 | 黃金大獎賽 | 大獎賽 | 國際挑戰賽 | 國際系列賽 | 未來系列賽 | 其他 |

| 2018-2026年 | 總決賽 | 超級1000賽 | 超級750賽 | 超級500賽 | 超級300賽 | 超級100賽 | 國際挑戰賽 | 國際系列賽 | 未來系列賽 | 其他 |

### 奧運會和世錦賽參賽紀錄
|          | 搭檔              | 2017 | 2024       |
| -------- | ----------------- | ---- | ---------- |
| 女子單打 | 不適用            | －   | 小組第三名 |
|          |                   |      |            |
| 女子雙打 | 凯特琳娜·托马洛娃 | 32強 | －         |